# Un eroe per il terrore
Un eroe per il terrore (Hero and the Terror), talvolta noto in Italia con il titolo Incubi di terrore, è un film del 1988 con protagonista Chuck Norris, diretto da William Tannen, prodotto da Menahem Golan, scritto da Michael Blodgett è distribuito dalla Cannon Films.
Nel film Norris è Danny O'Brian, un poliziotto che cerca di fermare il serial killer Simon Luna, soprannominato The Terror. La pellicola si basa sull'omonimo romanzo di Michael Blodgett scritto nel 1982.
Il film, uscito in USA il 26 agosto 1988, è stato un insuccesso commerciale sia in patria che all'estero ed ha ricevuto critiche poco favorevoli. È stato poi distribuito in Blu-ray per uso domestico il 15 giugno 2015.

## Trama
Danny O'Brien è un poliziotto di Los Angeles che dopo molte peripezie e l'aver quasi rischiato la vita è riuscito a catturare Simon Moon, detto "il terrore", un pericoloso killer che ha ucciso varie donne. Da allora O'Brien è tormentato dagli incubi di Simon che tenta di ucciderlo. Tre anni dopo il killer riesce ad evadere dal manicomio criminale in cui era rinchiuso, ma viene tuttavia creduto morto a seguito di un incidente. In città però cominciano a verificarsi vari omicidi in cui le vittime sono tutte donne e il modus operandi è identico a quello di Simon. O'Brien, che nel frattempo aspetta un figlio dalla moglie, comincia a sospettare che in realtà "il terrore" è ancora vivo e, la morte di un suo collega, è la prova del nove. A quel punto O'Brien decide che deve essere lui in prima persona ad affrontare il killer, che si nasconde nelle tubature sotterranee di un teatro. Così il poliziotto di notte si reca al teatro, dove Simon ha ucciso il suo collega, riuscendo a trovare il suo rivale ed infine ad avere la meglio su di lui dopo un duro scontro.

## Produzione
Questo film è il primo importante tentativo di Chuck Norris di diversificare i suoi ruoli cinematografici, di solito basati sulle arti marziali. Nella pellicola infatti, rispetto alle precedenti esperienze, il filo narrativo punta di più sul genere investigativo, lasciando poco spazio alle scene d'azione, specie quelle degli scontri corpo a corpo.
Le riprese si sono svolte interamente a Los Angeles e sono cominciate nel novembre 1987 per poi terminare nel gennaio dell'anno successivo. È stata una delle ultime pellicole prodotte dalla Cannon Films di Menahem Golan che a breve sarebbe stata acquistata dalla MGM. In un'intervista del 24 agosto 1988 alla première del film Norris rivelò di aver fornito in questo film "una delle sue migliori interpretazioni".
Nonostante il flop commerciale e di critica, questo viene definito dai fan di Norris come uno dei suoi migliori film, e lodano anche la sua interpretazione.

## Accoglienza e incassi
Considerato probabilmente uno dei film più attesi del 1988, a causa della presenza di Norris (che aveva appena girato Delta Force e Rombo di tuono 3), si rivelò invece un flop commerciale e di critica.
Il film aprì la settimana di incassi con 1.84 milioni di dollari. Sul sito Rotten Tomatoes ha una valutazione positiva pari allo 0%.
Sul New York Times del 30 agosto 1988 Roger Ebert parlò di una "miscela di idee senza senso condita con calci e pugni a non finire". Nonostante un budget di 30 milioni di dollari, il film incassò 6 milioni di dollari in USA e 8 milioni nel resto del mondo, per un totale di soli 16 milioni di dollari incassati in tutto il mondo.